# Erynia variabilis
Erynia variabilis är en svampart som först beskrevs av Roland Thaxter, och fick sitt nu gällande namn av Remaud. & Hennebert 1980. Erynia variabilis ingår i släktet Erynia och familjen Entomophthoraceae.   Inga underarter finns listade i Catalogue of Life.